# Príbovce
Príbovce (em húngaro: Pribóc) é um município da Eslováquia, situado no distrito de Martin, na região de Žilina. Tem 5,97 km² de área e sua população em 2018 foi estimada em 1.113 habitantes.

## Demografia
| Ano:        | 1994 | 2004   | 2014   | 2024   |
| ----------- | ---- | ------ | ------ | ------ |
| Broj ljudi: | 972  | 1058   | 1084   | 1098   |
| Razlika:    |      | +8,84% | +2,45% | +1,29% |

| Ano:               | 2023 | 2024   |
| ------------------ | ---- | ------ |
| Número de pessoas: | 1093 | 1098   |
| Diferença:         |      | +0,45% |